# Kujakowice Dolne

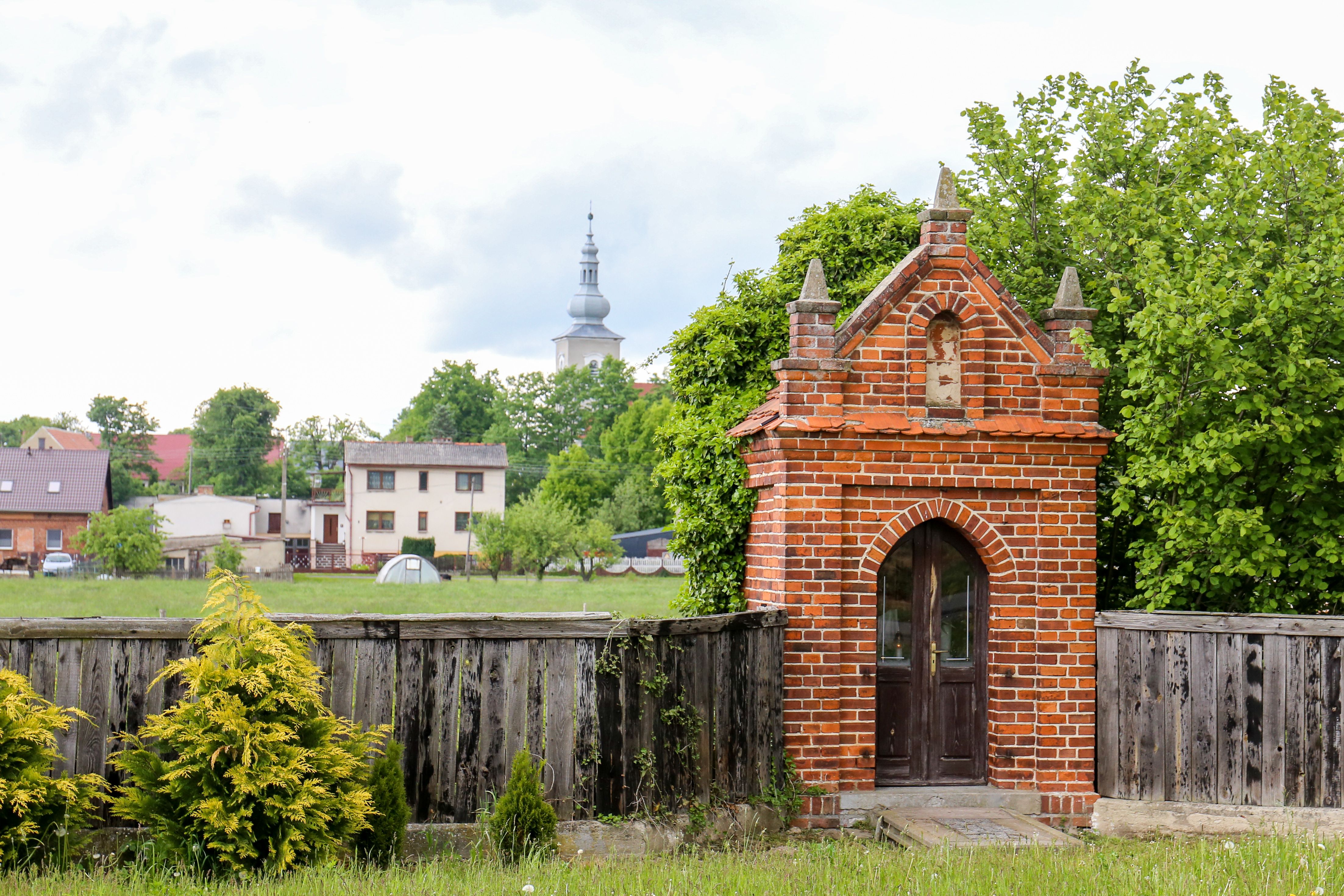
Kapelle

Kujakowice Dolne (deutsch Nieder Kunzendorf) ist ein Ort der Gmina Kluczbork in der Woiwodschaft Opole in Polen.

## Geographie
Kujakowice Dolne liegt im nordwestlichen Teil Oberschlesiens im Kreuzburger Land rund fünf Kilometer nördlich vom Gemeindesitz Kluczbork und etwa 54 Kilometer nordöstlich der Woiwodschaftshauptstadt Oppeln.
Der Ort liegt am Potok Kujakowicki (Kunzendorfer Bach).
Nachbarorte von Kujakowice Dolne sind im Norden Łowkowice (Lowkowitz), im Osten Kujakowice Górne (Ober Kunzendorf), im Süden der Gemeindesitz Kluczbork (Kreuzburg O.S.) und im Westen Gotartów (Gottersdorf).

## Geschichte
Das Dorf ist in seiner Geschichte stark mit dem Dorf Kujakowice Górne (Ober Kunzendorf) verbunden. Beide Dörfer werden bereits 1232 als Coyacowicz erwähnt. 1283 erfolgte eine weitere Erwähnung als Concendorf. Der Name leitet sich vom slawischen Begriff „Chojak“ ab, was so viel wie „junge Kiefer“ bedeutet.
1845 befanden sich im Dorf eine katholische Schule sowie weitere 109 Häuser. Im selben Jahr lebten in Nieder Kunzendorf 658 Menschen, davon 3 evangelischer und 11 jüdischer Religion. 1861 lebten in Nieder Kunzendorf 716 Menschen. 1874 wurde der Amtsbezirk Kunzendorf gegründet, zu dem das Dorf Nieder Kunzendorf gehörte.
1933 lebten in Nieder Kunzendorf 844 Menschen; 1939 hatte der Ort 835 Einwohner. 1940 wurde der Kunzendorfer Bach im Ortskern reguliert. Bis 1945 gehörte das Dorf zum Landkreis Kreuzburg O.S.
Als Folge des Zweiten Weltkriegs fiel Nieder Kunzendorf 1945 wie der größte Teil Schlesiens an Polen. Nachfolgend wurde der Ort in Kujakowice Dolne umbenannt und der Woiwodschaft Schlesien angeschlossen. 1950 wurde er der Woiwodschaft Opole eingegliedert. 1999 kam der Ort zum neu gegründeten Powiat Kluczborski (Kreis Kreuzburg).

## Sehenswürdigkeiten

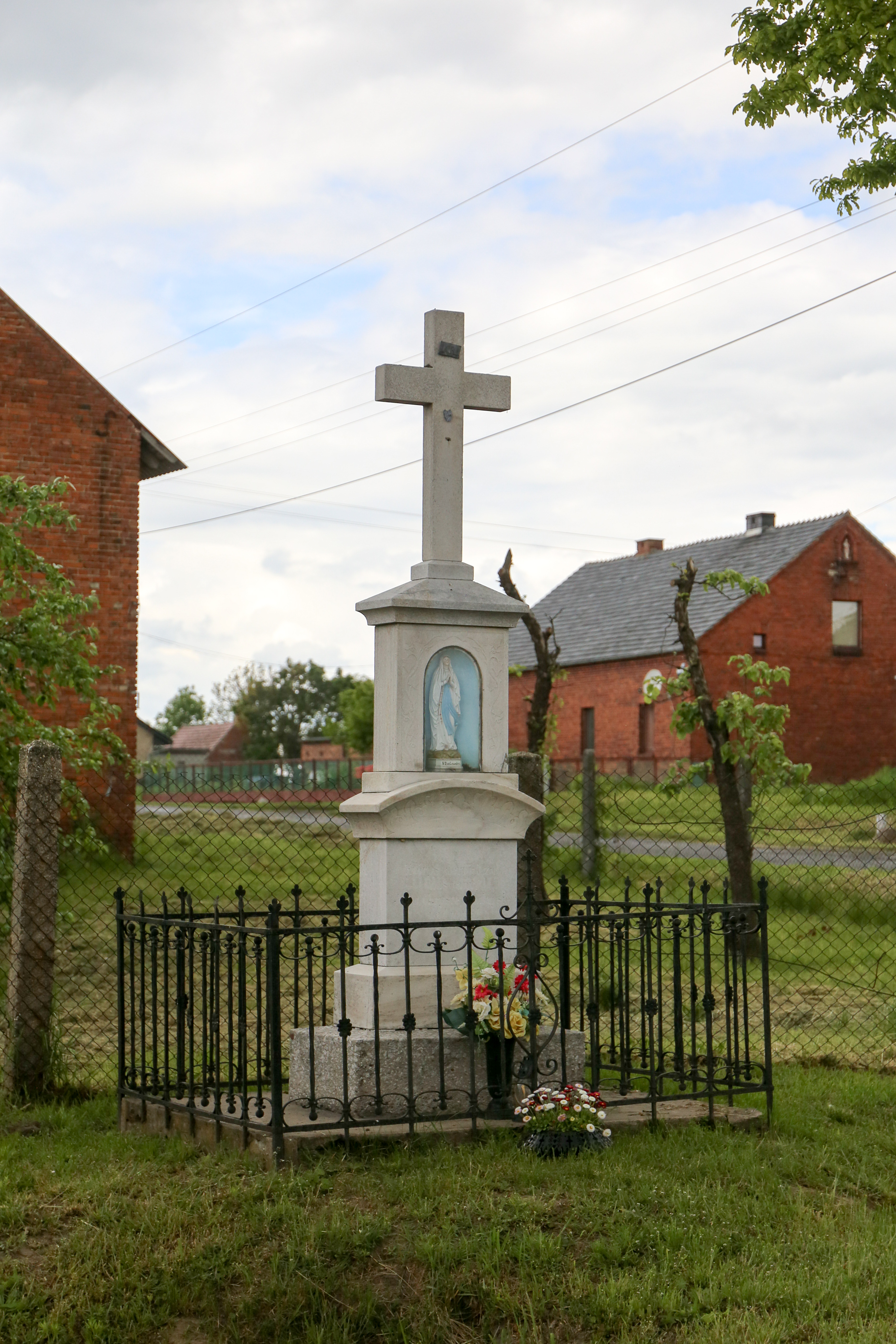
Wegkreuz Straßen ul. 1-go-maja und ul. Kluczborska

- Wegekreuz an der Kreuzung der Straßen ul. 1-go-maja und ul. Kluczborska